# Aptosimum viscosum
Aptosimum viscosum är en flenörtsväxtart som beskrevs av George Bentham. Aptosimum viscosum ingår i släktet Aptosimum och familjen flenörtsväxter. Inga underarter finns listade i Catalogue of Life.